# Кевін Піна
Кевін Піна (порт. Kevin Pina, нар. 27 січня 1997, Прая) — кабовердійський футболіст, півзахисник російського клубу «Краснодар».
Виступав, зокрема, за клуби «Олівейренсі» та «Шавіш», а також національну збірну Кабо-Верде.

## Клубна кар'єра
Народився 27 січня 1997 року в місті Прая.
У дорослому футболі дебютував 2017 року виступами за команду «Олівейренсі», в якій провів один сезон, взявши участь в одному матчі чемпіонату. 
Своєю грою за цю команду привернув увагу представників тренерського штабу клубу «Анадія», до складу якого приєднався на умовах оренди 2018 року. Пізніше, того ж року, орендований клубом «Сертаненсе».
З 2020 року два сезони захищав кольори клубу «Шавіш». 
До складу клубу «Краснодар» приєднався 2022 року. Станом на 26 грудня 2023 року відіграв за краснодарську команду 25 матчів в національному чемпіонаті.

## Виступи за збірні
У 2019 роні залучався до складу молодіжної збірної Кабо-Верде. На молодіжному рівні зіграв в одному офіційному матчі.
У 2022 році дебютував в офіційних матчах у складі національної збірної Кабо-Верде.
| Дата      | Місто                  | Господарі   | Результат | Гості      | Турнір           | Голи | Примітки |
| --------- | ---------------------- | ----------- | --------- | ---------- | ---------------- | ---- | -------- |
| 25-3-2022 | Сан-Педро-дель-Пінатар | Ліхтенштейн | 0 – 6     | Кабо-Верде | товариський матч | -    | 56'      |
| 28-3-2022 | Сан-Педро-дель-Пінатар | Сан-Марино  | 0 – 2     | Кабо-Верде | товариський матч | -    | 62'      |
| Усього    |                        | Матчів      | 2         |            | Голів            | 0    |          |

## Титули і досягнення
- Чемпіон Росії (1):

«Краснодар»: 2024-25